# Borough United
Borough United AFC, (wal.: Clwb Pêl Droed Bwrdeistref Unedig, eng.:), Borough United Association Football Club war ein walisischer Fußballverein aus Llandudno Junction.
Er entstand 1952 aus den beiden Vereinen Llandudno Junction und Conwy Borough. Der Verein spielte in der walisischen Liga Nord und holte dort 1958/59 und 1962/63 den Titel. In dieser Saison holte das Team überraschend den walisischen Pokal. Auf dem Weg zum Triumph wurden Rhyl FC, Denbigh Town FC, Bangor City und Hereford United ausgeschaltet. Im Finale, das in zwei Spielen ausgetragen wurde, setzte sich der Underdog mit 2:1 und 0:0 durch. 1969 wurde der Verein aufgelöst.

## Europapokalbilanz
| Saison  | Wettbewerb                  | Runde    | Gegner               | Gesamt | Hin     | Rück    |
| ------- | --------------------------- | -------- | -------------------- | ------ | ------- | ------- |
| 1963/64 | Europapokal der Pokalsieger | Vorrunde | Sliema Wanderers     | 2:0    | 0:0 (A) | 2:0 (H) |
| 1963/64 | Europapokal der Pokalsieger | 1. Runde | ŠK Slovan Bratislava | 0:4    | 0:1 (H) | 0:3 (A) |

Gesamtbilanz: 4 Spiele, 1 Sieg, 1 Unentschieden, 2 Niederlagen, 2:4 Tore (Tordifferenz −2)